# Yusuf al-Khal
Yusuf al-Khal (1917–1987) fue un poeta de origen sirio que desarrolló su carrera profesional principalmente en Líbano; con el también poeta Ali Ahmad Said (más conocido como Adonis), fundó la revista Shi'r ("Poesía") en Beirut en 1957. Es considerado como un representante del surrealismo en la poesía árabe. 
- Datos: Q532033
- Multimedia: Yusuf al-Khal / Q532033